# Кольцовская улица (Воронеж)

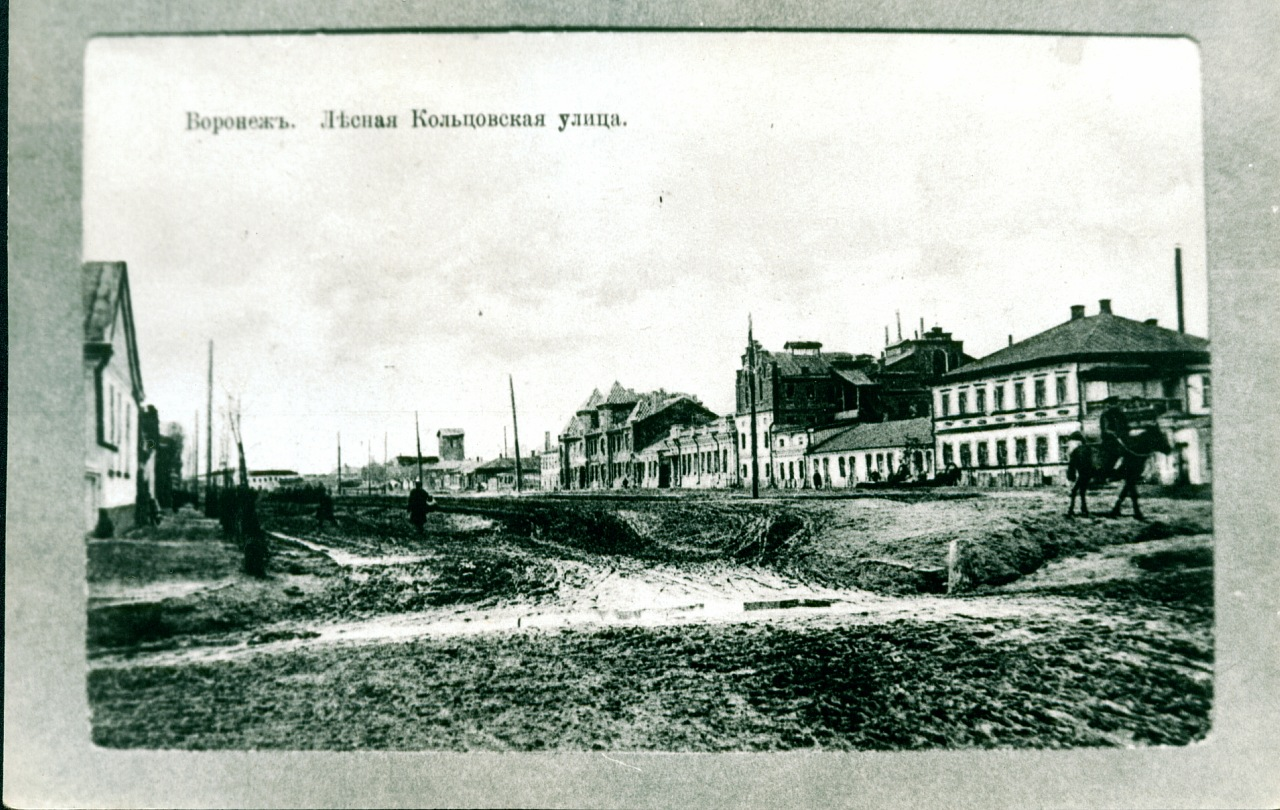
Фото улицы в конце XIX — начале XX века

Кольцо́вская улица — улица в Ленинском и Центральном районах города Воронежа. Образует полукольцо вокруг исторического центра города длиной около 2,9 км. На большей части имеет две полосы для движения транспорта.

## История
Старое название улицы — Лесная или Лесных дворов. Тут находилась Новоконная площадь, которая до 80 гг. XIX века называли Дровяной, так как на всей улице Лесных дворов шла торговля топливом (дрова, уголь). Затем на площади начали торговать лошадьми и она стала называться Новоконной. Также на ней располагались каланча и сараи Вольного пожарного общества, городская водоразборная будка и колодец мещанина Малявина.
К 900 летию принятия христианства на Руси в 1896—1918 года на улице была построена Владимирская церковь, которую за красоту часто называли собором. Автором проекта был архитектор А. А. Кюи. Храм был разрушен согласно постановлению секретариата облисполкома (10 мая 1931 года).
Улица была переименована в честь А. В. Кольцова в 1892 году, к 50-летию со дня смерти поэта. С 1936 по 1970-е годы современная улица Ворошилова являлась продолжением Кольцовской

## Промышленность

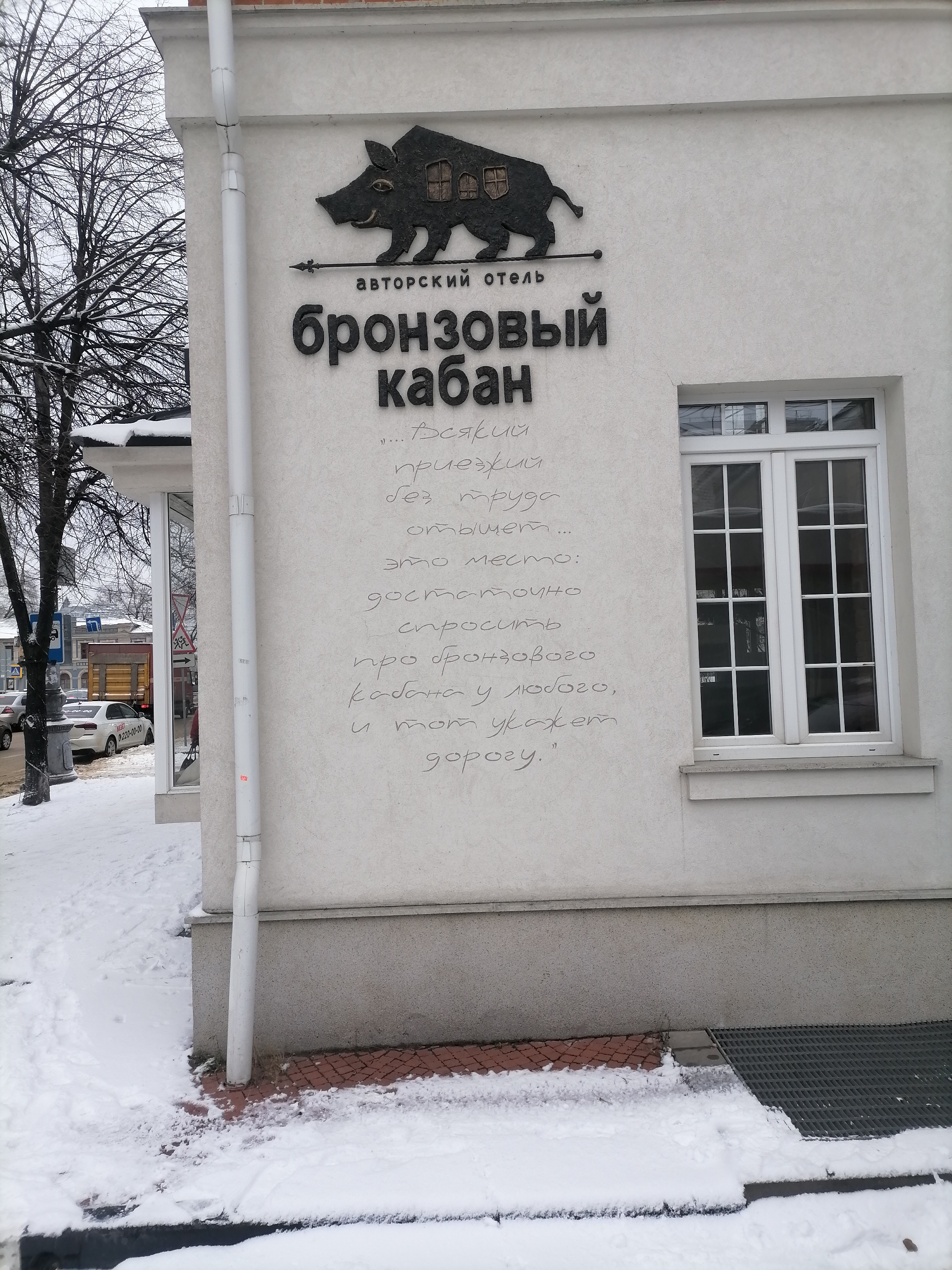

На улице расположены предприятия: «Верофарм», Воронежская кондитерская фабрика.
Ранее располагались Завод имени В. И. Ленина, Ликеро-водочный завод (после закрытия в 2006 году расположены различные заведения) и Хлебозавод № 4 (закрыт и снесен в 2020 году)

## Достопримечательности
В центре улицы, на месте бывшего универмага «Россия», располагается 25-этажный торгово-деловой «Центр Галереи Чижова». В конце улицы расположен жилой дом со шпилем, напоминающий сталинские высотки в Москве.
В находящийся на улице Кольцовский бульвар перенесён с Советской площади памятник А. В. Кольцову.
д. 24к — Казенный винный склад (1898—1900, архитектор А. М. Баранов)

## Транспорт
С 1950-х годов До 15.04.2009 по улице проходила большая часть маршрутов трамвая. (маршруты 1,2,3,4,5,6,8,9,10,12,14,16,17,20,21), имеется частично демонтированная троллейбусная линия на участке улицы между площадью Черняховского и проспектом Революции. в настоящее время ходят автобусы (маршруты 6,10,12,19,23,24,26,73,60,80,93,95)

## Известные жители
Советский писатель Андрей Платонов указал дом № 2 на Кольцовской улице как место жительства в своей анкете Съезда пролетарских писателей.